# Viktor Lundquist
Viktor Emanuel Lundquist, född 8 augusti 1882 i Karlskoga, död 11 maj 1958 i Borås, var en svensk dirigent.

## Biografi
Viktor Lundquist var son till sysslomannen Andreas Lundquist. Han bedrev efter avslutad skolgång i Filipstad 1898 studier vid Musikkonservatoriet i Stockholm, varifrån han utexaminerades som musikdirektör 1904. Han var verksam som dirigent för manskör och orkester i Filipstad 1904–1906 och i Åmål 1907–1910. I Åmål verkade han som samtidigt som musiklärare i Åmåls samskola. 1911–1946 var Lundquist lärare i musik vid Borås högre allmänna läroverk, 1927–1935 var han även musiklärare vid flickläroverket i Borås. 1911 blev han organist i Caroli kyrka, Borås och samma år dirigent för orkesterföreningen där samt 1933 även dirigent för Ulricehamns orkesterförening. Sin främsta insats gjorde dock Lundquist som dirigent för olika körer. 1910–1933 var han förste dirigent i Dalslands sångarförbund och 1915–1920 även för Västergötlands sångarförbund. Från 1924 var han förste dirigent i Sjuhäradsbygdens körförbund och 1925 blev han andre dirigent i Sveriges körförbund samt 1935 dess förste dirigent. Han företog med alla dessa körer omfattande sångarfärder runt om i Sverige. Från 1935 var han styrelseledamot i Sveriges orkesterföreningars riksförbund och blev 1937 associerad ledamot av Musikaliska Akademien.